# Лауро (Тревизо)
Лауро (итал. Lauro) је насеље у Италији у округу Тревизо, региону Венето.
Према процени из 2011. у насељу је живело 355 становника. Насеље се налази на надморској висини од 78 м.